# Kristófer Reyes
Kristófer Jacobson Reyes (* 24. Mai 1997 in Ólafsvík) ist ein philippinisch-isländischer Fußballspieler.

## Karriere
Kristófer Reyes erlernte das Fußballspielen in der Jugendmannschaft von UMF Víkingur. Hier unterschrieb er Ende Dezember 2013 auch seinen ersten Vertrag. Der Verein aus seiner Geburtsstadt Ólafsvík spielte in der zweiten isländischen Liga, der 1. deild karla. Ende 2015 verließ er den Verein und schloss sich dem Ligakonkurrenten Fram Reykjavík aus Reykjavík an. Nach 33 Ligaspielen kehrte er im Mai 2019 zum UMF Víkingur. Bis Juli 2023 spielte er für die Zweitligisten Ungmennafélagið Fjölnir, Kórdrengir Reykjavík und KF Ægir. Von August 2023 bis Dezember 2023 stand er beim isländischen Drittligisten Thróttur Vogum in Vogar unter Vertrag. Im Januar 2024 ging er nach Asien. Hier unterschrieb er in Thailand einen Vertrag beim Zweitligisten Krabi FC. Sein Zweitligadebüt für den Verein aus Krabi gab der Innenverteidiger am 7. Januar 2024 (18. Spieltag) im Auswärtsspiel gegen den Rayong FC. Bei der 2:0-Niederlage wurde er nach der Halbzeit für Kridsada Limseeput eingewechselt. Am Ende der Saison 2023/24 belegte er mit dem Klub aus Krabi den letzten Tabellenplatz und musste somit in die dritte Liga absteigen. Für den Verein bestritt er 16 Ligaspiele. Nach dem Abstieg verließ er den Verein und schloss sich im Juli 2024 dem Zweitligisten Lampang FC an. Für den Verein aus Lampang bestritt er 23 Ligaspiele. Nach der Saison 2024/25 zog sich Lampang vom Spielzbetrieb zurück.

## Sonstiges
Kristófer Reyes ist Sohn eines philippinischen Vaters und einer isländischen Mutter.